# Wereldkampioenschappen biatlon
De wereldkampioenschappen biatlon worden sinds 1958 georganiseerd door de UIPMB en later de IBU. Op het eerste WK stond officieel enkel de 20 km individueel voor mannen op programma, officieus werd ook een estafette gehouden.
De WK worden jaarlijks georganiseerd, met dien verstande dat in een jaar waarin ook de Olympische Winterspelen worden gehouden, enkel de niet-olympische disciplines op het programma staan. De wereldkampioenschappen werden voor vrouwen pas georganiseerd in 1984, vanaf 1989 worden de wereldkampioenschappen voor vrouwen en mannen samen gehouden.
Tussen 1993 en 2022 telden de prestaties van de biatleten bij de wereldkampioenschappen ook mee voor de Wereldbeker biatlon van het desbetreffende seizoen. Maar omdat de startquota en daarmee ook het deelnemersveld bij WK's anders zijn dan bij de World Cup, worden er vanaf het seizoen 2022/23 geen World Cup-punten meer toegekend voor individuele wedstrijden bij WK's. Wel worden de uitslagen van de wereldkampioenschappen nog steeds opgenomen in het Landenklassement van de Wereldbeker competitie.
In zijn huidige vorm worden bij de wereldkampioenschappen vier individuele wedstrijden georganiseerd, zowel voor mannen als voor vrouwen, meer bepaald de individuele proef, de sprint, de achtervolging en de massastart. Bovendien wordt er zowel voor mannen als voor vrouwen een estafette gehouden.
In 2005 introduceerde de IBU ook een zogenaamde mixed-relay, een gemengde estafette met twee mannelijke en twee vrouwelijke atleten. In 2005 werd het wereldkampioenschap voor gemengde landenteams los van het 'gewone' WK georganiseerd. In 2006 en 2010 was er vanwege de Olympische Winterspelen enkel een wereldkampioenschap voor gemengde landenteams, omdat de IBU geen WK organiseert voor de olympische onderdelen in een olympisch jaar. Vanaf 2007 werd de gemengde estafette toegevoegd aan het programma van het wereldkampioenschap. Op de Olympische Winterspelen in 2014 staat de gemengde estafette voor het eerst op het olympische programma, zijn alle disciplines olympisch en is er daardoor in dat jaar geen WK biatlon.

## Edities
| Jaar | Plaats                 | Plaats                         |
| ---- | ---------------------- | ------------------------------ |
| 1958 | Saalfelden             | Oostenrijk                     |
| 1959 | Courmayeur             | Italië                         |
| 1961 | Umeå                   | Zweden                         |
| 1962 | Hämeenlinna            | Finland                        |
| 1963 | Seefeld                | Oostenrijk                     |
| 1965 | Elverum                | Noorwegen                      |
| 1966 | Garmisch-Partenkirchen | West-Duitsland                 |
| 1967 | Altenberg              | Duitse Democratische Republiek |
| 1969 | Zakopane               | Polen                          |
| 1970 | Östersund              | Zweden                         |
| 1971 | Hämeenlinna            | Finland                        |
| 1973 | Lake Placid            | Verenigde Staten               |
| 1974 | Minsk                  | Sovjet-Unie                    |
| 1975 | Antholz                | Italië                         |
| 1976 | Antholz                | Italië                         |
| 1977 | Vingrom                | Noorwegen                      |
| 1978 | Hochfilzen             | Oostenrijk                     |
| 1979 | Ruhpolding             | West-Duitsland                 |
| 1981 | Lahti                  | Finland                        |
| 1982 | Minsk                  | Sovjet-Unie                    |
| 1983 | Antholz                | Italië                         |
| 1985 | Ruhpolding             | West-Duitsland                 |
| 1986 | Oslo                   | Noorwegen                      |
| 1987 | Lake Placid            | Verenigde Staten               |

| Jaar | Plaats              | Plaats      |
| ---- | ------------------- | ----------- |
| 1984 | Chamonix-Mont-Blanc | Frankrijk   |
| 1985 | Egg am Etzl         | Zwitserland |
| 1986 | Falun               | Zweden      |
| 1987 | Lahti               | Finland     |
| 1988 | Chamonix-Mont-Blanc | Frankrijk   |

| Jaar | Plaats                 | Plaats                        |
| ---- | ---------------------- | ----------------------------- |
| 1989 | Feistritz              | Oostenrijk                    |
| 1990 | Minsk Oslo Kontiolahti | Sovjet-Unie Noorwegen Finland |
| 1991 | Lahti                  | Finland                       |
| 1992 | Novosibirsk            | Rusland                       |
| 1993 | Borovets               | Bulgarije                     |
| 1994 | Canmore                | Canada                        |
| 1995 | Antholz                | Italië                        |
| 1996 | Ruhpolding             | Duitsland                     |
| 1997 | Osrblie                | Slowakije                     |
| 1998 | Pokljuka Hochfilzen    | Slovenië Oostenrijk           |
| 1999 | Kontiolahti Oslo       | Finland Noorwegen             |
| 2000 | Oslo Lahti             | Noorwegen Finland             |
| 2001 | Pokljuka               | Slovenië                      |
| 2002 | Oslo                   | Noorwegen                     |
| 2003 | Chanty-Mansiejsk       | Rusland                       |
| 2004 | Oberhof                | Duitsland                     |
| 2005 | Hochfilzen             | Oostenrijk                    |
| 2007 | Antholz                | Italië                        |
| 2008 | Östersund              | Zweden                        |
| 2009 | Pyeongchang            | Zuid-Korea                    |
| 2011 | Chanty-Mansiejsk       | Rusland                       |
| 2012 | Ruhpolding             | Duitsland                     |
| 2013 | Nové Město na Moravě   | Tsjechië                      |
| 2015 | Kontiolahti            | Finland                       |
| 2016 | Oslo                   | Noorwegen                     |
| 2017 | Hochfilzen             | Oostenrijk                    |
| 2019 | Östersund              | Zweden                        |
| 2020 | Antholz                | Italië                        |
| 2021 | Pokljuka               | Slovenië                      |
| 2023 | Oberhof                | Duitsland                     |
| 2024 | Nové Město na Moravě   | Tsjechië                      |
| 2025 | Lenzerheide            | Zwitserland                   |
| 2027 | Otepää                 | Estland                       |
| 2028 | Hochfilzen             | Oostenrijk                    |
| 2029 | Oslo                   | Noorwegen                     |

| Jaar | Plaats           | Plaats   |
| ---- | ---------------- | -------- |
| 2005 | Chanty-Mansiejsk | Rusland  |
| 2006 | Pokljuka         | Slovenië |
| 2010 | Chanty-Mansiejsk | Rusland  |

## Statistieken

### Meervoudige medaillewinnaars
Vetgedrukte atleten zijn nog actief. Vetgedrukte aantallen medailles zijn de hoogste scores.

#### Mannen
De top 10 bij de mannen is als volgt.
| Rang | Biatleet             | Land                                        | Van  | Tot  | Goud | Zilver | Brons | Totaal |
| ---- | -------------------- | ------------------------------------------- | ---- | ---- | ---- | ------ | ----- | ------ |
| 1    | Ole Einar Bjørndalen | Noorwegen                                   | 1997 | 2017 | 20   | 14     | 11    | 45     |
| 2    | Johannes Thingnes Bø | Noorwegen                                   | 2015 | 2023 | 15   | 8      | 3     | 26     |
| 3    | Martin Fourcade      | Frankrijk                                   | 2011 | 2020 | 13   | 10     | 5     | 28     |
| 4    | Emil Hegle Svendsen  | Noorwegen                                   | 2007 | 2016 | 12   | 6      | 3     | 21     |
| 5    | Frank Luck           | Duitse Democratische Republiek en Duitsland | 1989 | 2004 | 11   | 5      | 4     | 20     |
| 6    | Aleksandr Tichonov   | Sovjet-Unie                                 | 1967 | 1979 | 11   | 4      | 2     | 17     |
| 7    | Tarjei Bø            | Noorwegen                                   | 2011 | 2023 | 10   | 3      | 8     | 21     |
| 8    | Ricco Groß           | Duitsland                                   | 1991 | 2007 | 9    | 5      | 6     | 20     |
| 9    | Frank Ullrich        | Duitse Democratische Republiek              | 1977 | 1983 | 9    | 4      | 1     | 14     |
| 10   | Raphaël Poirée       | Frankrijk                                   | 1998 | 2007 | 8    | 3      | 7     | 18     |

Bijgewerkt t/m het WK van 2023

#### Vrouwen
| Rang | Biatleet                         | Land                                  | Van  | Tot  | Goud | Zilver | Brons | Totaal |
| ---- | -------------------------------- | ------------------------------------- | ---- | ---- | ---- | ------ | ----- | ------ |
| 1    | Magdalena Neuner                 | Duitsland                             | 2007 | 2012 | 12   | 4      | 1     | 17     |
| 2    | Marte Olsbu Røiseland            | Noorwegen                             | 2016 | 2023 | 11   | 0      | 4     | 15     |
| 3    | Elena Golovina                   | Sovjet-Unie                           | 1985 | 1991 | 10   | 1      | 1     | 12     |
| 4    | Petra Behle (Schaaf)             | Bondsrepubliek Duitsland en Duitsland | 1988 | 1997 | 9    | 2      | 2     | 13     |
| 5    | Uschi Disl                       | Duitsland                             | 1991 | 2005 | 8    | 8      | 3     | 19     |
| 6    | Andrea Henkel                    | Duitsland                             | 2000 | 2013 | 8    | 6      | 2     | 16     |
| 7    | Tora Berger                      | Noorwegen                             | 2006 | 2013 | 8    | 5      | 5     | 18     |
| 8    | Liv Grete Poirée (Skjelbreid)    | Noorwegen                             | 1997 | 2004 | 8    | 3      | 2     | 13     |
| 9    | Laura Dahlmeier                  | Duitsland                             | 2015 | 2019 | 7    | 3      | 5     | 15     |
| 10   | Svetlana Petcherskaia (Davidova) | Sovjet-Unie en GOS                    | 1989 | 1992 | 7    | 3      | 1     | 11     |
| 11   | Kaija Parve                      | Sovjet-Unie                           | 1984 | 1988 | 7    | 2      | 0     | 9      |
| 12   | Tiril Eckhoff                    | Noorwegen                             | 2015 | 2020 | 6    | 1      | 2     | 9      |

Bijgewerkt t/m het WK van 2023

### Meervoudige medaillewinnaars (individuele onderdelen)
Vetgedrukte atleten zijn nog actief. Vetgedrukte aantallen medailles zijn de hoogste scores.

#### Mannen
| Rang | Biatleet             | Land                           | Van  | Tot  | Goud | Zilver | Brons | Totaal |
| ---- | -------------------- | ------------------------------ | ---- | ---- | ---- | ------ | ----- | ------ |
| 1    | Ole Einar Bjørndalen | Noorwegen                      | 2003 | 2009 | 11   | 5      | 9     | 25     |
| 2    | Martin Fourcade      | Frankrijk                      | 2011 | 2020 | 11   | 4      | 7     | 22     |
| 3    | Johannes Thingnes Bø | Noorwegen                      | 2015 | 2023 | 7    | 6      | 1     | 14     |
| 4    | Raphaël Poirée       | Frankrijk                      | 2000 | 2007 | 7    | 2      | 5     | 14     |
| 5    | Emil Hegle Svendsen  | Noorwegen                      | 2008 | 2013 | 5    | 3      | 2     | 10     |
| 6    | Frank Ullrich        | Duitse Democratische Republiek | 1978 | 1983 | 5    | 3      | 0     | 8      |
| 7    | Aleksandr Tichonov   | Sovjet-Unie                    | 1969 | 1977 | 5    | 2      | 1     | 8      |
| 8    | Ricco Groß           | Duitsland                      | 1997 | 2004 | 4    | 3      | 3     | 10     |
| 9    | Mark Kirchner        | Duitse Democratische Republiek | 1990 | 1993 | 4    | 0      | 0     | 4      |

Bijgewerkt t/m het WK van 2023

#### Vrouwen
| Rang | Biatleet                      | Land                                  | Van  | Tot  | Goud | Zilver | Brons | Totaal |
| ---- | ----------------------------- | ------------------------------------- | ---- | ---- | ---- | ------ | ----- | ------ |
| 1    | Magdalena Forsberg            | Zweden                                | 1997 | 2001 | 6    | 1      | 4     | 11     |
| 2    | Liv Grete Poirée (Skjelbreid) | Noorwegen                             | 2000 | 2004 | 6    | 1      | 2     | 9      |
| 3    | Magdalena Neuner              | Duitsland                             | 2007 | 2012 | 6    | 1      | 0     | 7      |
| 4    | Olena Zoebrilova              | Oekraïne en Wit-Rusland               | 1999 | 2002 | 4    | 4      | 3     | 11     |
| 5    | Laura Dahlmeier               | Duitsland                             | 2016 | 2019 | 4    | 3      | 4     | 11     |
| 6    | Tora Berger                   | Noorwegen                             | 2012 | 2013 | 4    | 3      | 2     | 9      |
| 7    | Marie Dorin-Habert            | Frankrijk                             | 2015 | 2016 | 4    | 1      | 1     | 6      |
| 8    | Andrea Henkel                 | Duitsland                             | 2005 | 2008 | 4    | 1      | 0     | 5      |
| 9    | Petra Behle (Schaaf)          | Bondsrepubliek Duitsland en Duitsland | 1988 | 1997 | 4    | 0      | 1     | 5      |
| 10   | Anne Elvebakk                 | Noorwegen                             | 1988 | 1990 | 3    | 1      | 2     | 6      |
| 11   | Kati Wilhelm                  | Duitsland                             | 2001 | 2009 | 3    | 1      | 1     | 5      |
| 12   | Dorothea Wierer               | Italië                                | 2016 | 2020 | 3    | 2      | 0     | 5      |

Bijgewerkt t/m het WK van 2023

## Medailleklassement
| Plaats | Land                           | Goud | Zilver | Brons | Totaal |
| 1      | Duitsland                      | 60   | 46     | 35    | 141    |
| 1      | Duitse Democratische Republiek | 19   | 12     | 10    | 41     |
| 1      | Bondsrepubliek Duitsland       | 2    | 4      | 7     | 13     |
| 1      | Totaal                         | 81   | 62     | 52    | 195    |
| 2      | Rusland                        | 27   | 41     | 27    | 95     |
| 2      | Sovjet-Unie                    | 44   | 29     | 21    | 94     |
| 2      | GOS                            | 1    | 1      | 0     | 2      |
| 2      | Totaal                         | 72   | 71     | 48    | 191    |
| 3      | Noorwegen                      | 71   | 66     | 58    | 195    |
| 4      | Frankrijk                      | 33   | 33     | 33    | 99     |
| 5      | Zweden                         | 13   | 11     | 22    | 46     |
| 6      | Finland                        | 10   | 10     | 16    | 36     |
| 7      | Italië                         | 8    | 6      | 12    | 26     |
| 8      | Oekraïne                       | 7    | 10     | 20    | 37     |
| 9      | Wit-Rusland                    | 6    | 9      | 13    | 28     |
| 10     | Tsjechië                       | 5    | 6      | 7     | 18     |
| 11     | Oostenrijk                     | 2    | 4      | 9     | 15     |
| 12     | Slovenië                       | 2    | 2      | 1     | 5      |
| 13     | Polen                          | 1    | 6      | 7     | 14     |
| 14     | Verenigde Staten               | 1    | 3      | 1     | 5      |
| 15     | Slowakije                      | 1    | 2      | 1     | 4      |
| 15     | Canada                         | 1    | 2      | 1     | 4      |
| 17     | Bulgarije                      | 0    | 4      | 4     | 8      |
| 18     | China                          | 0    | 3      | 0     | 3      |
| 19     | Tsjecho-Slowakije              | 0    | 1      | 4     | 5      |
| 20     | Roemenië                       | 0    | 1      | 0     | 1      |
| 21     | Letland                        | 0    | 0      | 2     | 2      |
| 22     | Kroatië                        | 0    | 0      | 1     | 1      |
| 22     | Estland                        | 0    | 0      | 1     | 1      |
| Totaal | Totaal                         | 304  | 302    | 303   | 909    |

Bijgewerkt t/m het WK van 2019
Saalfelden 1958 · 
Courmayeur 1959 ·
Umea 1961 ·
Hämeenlinna 1962 ·
Seefeld 1963 ·
Elverum 1965 ·
Garmisch-Partenkirchen 1966 ·
Altenberg 1967 ·
Zakopane 1969 ·
Östersund 1970 ·
Hämeenlinna 1971 ·
Lake Placid 1973 ·
Minsk 1974 ·
Antholz 1975 ·
Antholz 1976 ·
Vingrom 1977 ·
Hochfilzen 1978 ·
Ruhpolding 1979 ·
Lahti 1981 ·
Minsk 1982 ·
Antholz 1983 ·
Chamonix 1984 ·
Egg am Etzel / Ruhpolding 1985 ·
Falun / Oslo 1986 ·
Lahti / Lake Placid 1987 ·
Chamonix 1988 ·
Feistritz 1989 ·
Minsk / Olso / Kontiolahti 1990 ·
Lahti 1991 ·
Novosibirsk 1992 ·
Borovec 1993 ·
Canmore 1994 ·
Antholz 1995 ·
Ruhpolding 1996 ·
Brezno-Osrblie 1997 ·
Pokljuka / Hochfilzen 1998 ·
Kontiolahti / Oslo 1999 ·
Oslo / Lahti 2000 ·
Pokljuka 2001 ·
Oslo 2002 ·
Chanty-Mansiejsk 2003 ·
Oberhof 2004 ·
Hochfilzen / Chanty-Mansiejsk 2005 ·
Pokljuka 2006 ·
Antholz 2007 ·
Östersund 2008 ·
Pyeongchang 2009 ·
Chanty-Mansiejsk 2010 ·
Chanty-Mansiejsk 2011 ·
Ruhpolding 2012 ·
Nové Město 2013 ·
Kontiolahti 2015 ·
Oslo 2016 ·
Hochfilzen 2017 ·
Östersund 2019 ·
Antholz 2020 ·
Pokljuka 2021 ·
Oberhof 2023 ·
Nové Město 2024 ·
Lenzerheide 2025
Alpineskiën ·
Biatlon ·
Bobsleeën ·
Curling (mannen/vrouwen/gemengd/gemengddubbel) ·
Freestyleskiën ·
IJshockey ·
Kunstschaatsen ·
Langlaufen ·
Noordse combinatie ·
Rodelen ·
Schaatsen (allround mannen/allround vrouwen/sprint mannen/sprint vrouwen/afstanden mannen/afstanden vrouwen) ·
Schansspringen ·
Shorttrack ·
Skeleton ·
Snowboarden